# Gonatodes atricucullaris
Espèce
Gonatodes atricucullaris est une espèce de geckos de la famille des Sphaerodactylidae.

## Répartition
Cette espèce est endémique de la région de Cajamarca au Pérou.

## Publication originale
- Noble, 1921 : Some new lizards from northwestern Peru. Annals of the New York Academy of Sciences, vol. 29, p. 133-139.